# سلیشته (ژاگوبیتسا)
سلیشته (به صربی: Selište) یک منطقهٔ مسکونی در صربستان است که در ژاگوبیتسا واقع شده‌است. سلیشته ۴۵۳ نفر جمعیت دارد.